# Desaparición de Jeremy Bright
Jeremy Doland Bright (nacido el 25 de mayo de 1972 y desaparecido el 14 de agosto de 1986) fue un adolescente estadounidense que desapareció en circunstancias misteriosas mientras asistía a la Feria del condado de Coos en Myrtle Point, Oregón. En el momento de su desaparición, Bright residía en Grants Pass y estaba visitando a su familia en Myrtle Point. El 14 de agosto de 1986, asistió a la Feria del Condado de Coos con su hermana menor. Durante el día, ambos se separaron, pero Bright no se reunió con ella esa tarde en la noria de la feria. Varios testigos afirmaron haber visto a Bright sacado a la fuerza de la zona por un hombre desconocido, aunque estos avistamientos no fueron confirmados.
En un principio, las fuerzas del orden locales sospecharon de la existencia de juego sucio en el caso de Bright; sin embargo, en la semana siguiente a su desaparición, varios informes de avistamientos en la zona llevaron a los detectives a revocar esta decisión, y se le clasificó temporalmente como fugado de casa. En Myrtle Point circularon numerosas teorías y rumores tras la desaparición de Bright, que se detallaron en un segmento de 1989 en el programa Unsolved Mysteries de la NBC. Entre ellas, que Bright sufrió una sobredosis de drogas en una fiesta y que los presentes se deshicieron de su cuerpo; otra, que unos hombres que vivían por la zona le dispararon mientras nadaba en el río Coquille, que intentaron curarle, pero enterraron su cuerpo en una tumba poco profunda después de que sucumbiera a la herida. Las fuerzas del orden llevaron a cabo registros en la propiedad de esas personas en correspondencia con estos rumores, pero no encontraron ninguna prueba que condujera al descubrimiento de Bright.
Un hombre de la localidad que había cuidado a Bright durante su infancia, Terry Lee Steinhoff, fue considerado sospechoso de su desaparición después de que Steinhoff fuera condenado por el asesinato de una mujer de 32 años; se había informado de que Bright había sido visto en la camioneta de Steinhoff el día de su desaparición. Sin embargo, Steinhoff murió en prisión en 2007. En agosto de 2011, la familia de Bright declaró que lo daba por muerto y celebró un servicio conmemorativo formal en su memoria. En 2020, su paradero sigue siendo desconocido.

## Cronología

### Antecedentes
En agosto de 1986, Jeremy Bright, de catorce años y residente en Grants Pass (Oregón), se encontraba en Myrtle Point con su padrastro y su hermana menor. Nacido en Baltimore, Maryland, Bright se había criado en Myrtle Point. El miércoles 13 de agosto, Bright asistió a la Feria del Condado de Coos con su amigo Johnny Fish. Ese día, llamó a su madre, Diane, desde un teléfono público, e hizo planes para que lo recogiera a él y a su hermana de 10 años, S'te, en Myrtle Point el 15 de agosto. Ese mismo día, Bright se reunió con su padrastro en una taberna propiedad de su abuela, y le dieron dinero para asistir a la feria al día siguiente. Esta fue la última vez que lo vieron su padrastro o su abuela.

### Desaparición
El jueves 14 de agosto, Bright acudió a la feria por segunda vez, ahora con S'te. Los dos se separaron aproximadamente a las 2 de la tarde, y Bright tenía previsto volver a reunirse con su hermana a las 5 de la tarde cerca de la noria del recinto ferial. Nunca volvió a aparecer. La última vez que se le vio llevaba una chaqueta cortavientos negra, una camiseta de tirantes roja, unos pantalones cortos de nailon azules y un par de zapatillas Nike negras de la talla 47 (tenía los pies excepcionalmente grandes para su altura) con cordones rojos.
Al día siguiente, el 15 de agosto, la madre de Bright llegó a la casa de su padrastro en Myrtle Point para recoger a Jeremy y S'te; en la casa encontró la cartera de Bright, su reloj y las llaves de su apartamento de Grants Pass. Después de que no encontrase a Bright ese día entre los miembros de su familia, se puso en contacto con las autoridades y denunció su desaparición.

### Investigación
En un principio, las fuerzas del orden sospecharon de la existencia de juego sucio en la desaparición de Bright, pero el 23 de agosto de 1986, una semana después de su desaparición, se anunció que ya no se sospechaba de la existencia de juego sucio debido a los supuestos avistamientos de Bright en los días posteriores a su desaparición, algunos de los cuales se notificaron el 16 o el 17 de agosto. Las fuerzas del orden creían que Bright podría haberse fugado con la feria ambulante. Por otra parte, varias personas (entre ellas S'te) habían informado con anterioridad de que habían presenciado cómo un hombre se llevaba a Bright por la fuerza cerca de la noria del recinto ferial entre la 1:00 y la 1:30 de la tarde.
En el momento de la desaparición de Bright circularon varios rumores: Uno de ellos afirmaba que Bright, que tenía un soplo en el corazón, había asistido a una fiesta y había ingerido una cerveza con una droga ilegal que le provocó una sobredosis mortal. Otro, enviado por una denuncia anónima a través de un recluso, afirmaba que Bright había muerto accidentalmente de un disparo de un grupo de hombres pendencieros mientras estaba con sus amigos en una piscina local junto al río Coquille. Otro afirmaba que Bright había recibido un disparo durante una práctica de tiro. Supuestamente, los responsables intentaron curar a Bright en una cabaña remota, pero sucumbió a la herida. El informante afirmó que su cuerpo había sido enterrado en el bosque en una fosa poco profunda. La policía, sin embargo, registró la mencionada cabaña y sus alrededores, y no encontró nada.
Cecelia Fish, la hermana del amigo de Bright, Johnny, dijo a la policía que la noche de la desaparición de Jeremy, fue testigo de cómo un residente anónimo de su edificio de apartamentos se tropezó con él en la entrada, cubierto de sangre.
Se investigaron numerosos pozos en la zona de Myrtle Point tras la desaparición de Bright, después de que se recibiera una pista anónima a mediados de agosto de 1986, en la que se afirmaba que el cuerpo de Bright estaba en un pozo de la zona. Se dio otra pista infructuosa a las fuerzas del orden que sugería que "siguieran una carretera hasta un puente de hormigón en el oeste de Nebraska".
Se recibió otra pista que conducía a los investigadores hacia un joven llamado Jeremy Bright que trabajaba para una compañía de circo en Florida, donde muchos feriantes y circos ambulantes se trasladan durante los meses de invierno, pero se determinó que el hombre era otra persona de Colorado que compartía el mismo nombre.
En agosto de 1988 comenzó el rodaje de un segmento sobre la desaparición de Bright para la serie Misterios sin resolver. El episodio se emitió en enero de 1989.
Según algunos relatos, Bright fue visto por última vez en el asiento del pasajero de un camión propiedad de un joven llamado Terry Lee Steinhoff, que en su día hizo de canguro de Bright. En enero de 1989, una semana después de que el caso apareciera en Misterios sin resolver, Steinhoff fue acusado de la muerte por apuñalamiento de Patricia Morris, de 32 años, y la policía lo consideró un posible sospechoso de la desaparición de Bright. Steinhoff murió en prisión en 2007 por una sobredosis de heroína.

### Continuación de la investigación
Según un informe de 2007, la madre de Bright reside en Florida desde 1998, pero regresa a Myrtle Point cada verano para ayudar en los trabajos de búsqueda.
En 2017, Bright sigue desaparecido y su familia lo da por muerto. En un obituario del tío materno de Bright, que murió en Pendleton, Oregón, en 2010, se escribió que le precedió en la muerte "muy probablemente su sobrino mayor, Jeremy Bright, que ha sido un niño desaparecido desde agosto de 1986". En agosto de 2011, su familia celebró un servicio conmemorativo formal en su memoria..
En octubre de 2016, se registró un estanque en una propiedad privada a unos 40 km de Myrtle Point después de que se recibiera un aviso de que Bright podría haber sido arrojado allí; la búsqueda, sin embargo, resultó infructuosa.